# Ufficio Affari Riservati
L'Ufficio Affari Riservati (UAR) era un ufficio centrale della Direzione generale della Pubblica sicurezza del Ministero dell'interno italiano, che si occupava di intelligence interna e con funzioni di polizia politica. Era guidato da un questore o da un dirigente generale di P.S.

## Storia

### I precedenti nell'Italia fascista
Un "Ufficio Riservato" esisteva fin dal 1906 nel Regno d'Italia, con il compito di repressione dei reati politici. Durante la prima guerra mondiale nacque il cosiddetto Ufficio centrale di investigazione (UCI), per ricerca di disertori e attività di controspionaggio interno. Questo primo ufficio venne riformato nel 1919 da Francesco Saverio Nitti, che lo sostituì con la Divisione Affari Generali e Riservati (DAGR), suddivisa in due sezioni: la Sezione Ordine Pubblico, che vigilava sulla sicurezza dello stato e sulla repressione delle attività eversive; la Divisione Stranieri, con competenza sul controllo delle attività degli stranieri sul territorio nazionale, con la possibilità di espellere chiunque si rendesse protagonista di attività ritenute non gradite. Il fascismo inizialmente non cambia questa struttura, fino a che nel maggio 1925, una volta consolidato il potere, Mussolini crea un nuovo organismo interno alla DAGR, l'Ufficio speciale movimento sovversivo, con il compito di monitorare e reprimere i movimenti comunisti, al cui comando viene posto Guido Leto, che assume la guida dell'intera divisione nel 1937.
Importante per la struttura e i metodi operativi successivi dell'UAR, anche in termini di personale impiegato, è l'OVRA, la polizia segreta fascista la cui struttura era divisa in ispettorati speciali di Polizia, i cui componenti agivano in totale autonomia dalle questure e rispondevano direttamente al capo della Polizia. Specializzata nello spionaggio politico e nella repressione di qualsiasi attività antifascista, l'OVRA controlla in seguito anche reati annonari, valutari e amministrativi, inchieste sugli umori dell'opinione pubblica ed illeciti sul guadagno degli stessi gerarchi fascisti. Dopo la caduta del fascismo a seguito della seduta del Gran Consiglio del Fascismo del 25 luglio 1943 l'OVRA formalmente cessa di esistere, ma nei territori del nord Italia sottoposti alla RSI continua invece le sue funzioni, con sede del Dipartimento di pubblica sicurezza della Repubblica di Salò a Valdagno. Alla fine l'OVRA si pose sotto il controllo del CLN il 26 aprile 1945, anche se fin dal 1943 i rapporti tra Guido Leto e gli alleati sono pochi chiari, poiché fin da dopo il 25 luglio il capo della polizia fascista aveva proposto agli anglo-americani l'intero archivio dell'OVRA.

### Dalla nascita della repubblica a fine anni 1960
Contemporaneamente alla nascita della Repubblica Italiana nel 1946, ad opera del ministro socialista dell'interno Giuseppe Romita, all'interno della Direzione generale di Pubblica Sicurezza, viene creato il "Servizio Informazioni Speciali". Il suo primo direttore proviene dall'OVRA, Gesualdo Barletta, poi confermato dal successivo ministro dell'interno Mario Scelba, che sostituisce il SIS con l' "Ufficio Affari Riservati" a fine ottobre 1948, alle dirette dipendenze del Capo della Polizia.

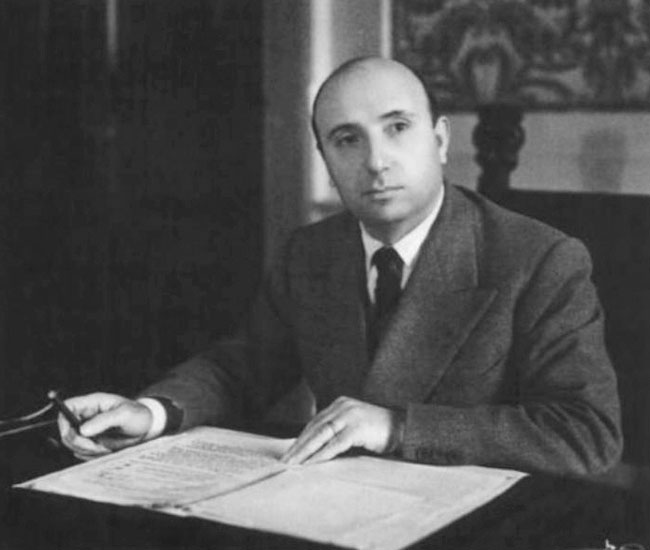
Mario Scelba, ministro dell'interno dal 1947 al 1953

Poteva contare su sedi periferiche in ogni questura, i cosiddetti uffici politici. L'Ufficio affari riservati era articolato su diverse sezioni (tra le quali "Sinistra e stranieri", "Situazione interna e destra") ed un casellario politico centrale. Alle dipendenze dell'UAR, presso ciascuna questura erano dislocati gli Uffici vigilanza stranieri (UVS), con il compito ufficiale di controllo delle attività dei cittadini stranieri sul territorio italiano, che al di là del loro dichiarato compito ufficiale, svolgevano riservatamente anche compiti di controspionaggio.
Costituì una rete di informatori all'interno di partiti di sinistra e di destra, sindacati e giornali; per capire il grado di infiltrazione raggiunto dall'Ufficio Affari Riservati può essere portato come esempio il caso di Margherita Ingargiola, militante comunista e successivamente del PSI dal 1970, reclutata con il nome in codice "Rita". Fonte dell'Ufficio dal 1951 al 1984, venne avvicinata da Federico Umberto D'Amato dopo la sua incarcerazione per aver partecipato ad una manifestazione contro l'adesione dell'Italia alla NATO, che le promise forti somme di denaro ed agevolazioni sul lavoro in cambio della sua attività di informatrice. Tale attività si rivela molto proficua, soprattutto nel caso di un episodio interno al PCI nel 1954, dove Giulio Seniga, al tempo segretario personale di Pietro Secchia, dirigente del partito, fuggì in Svizzera con il fondo che il PCI gli aveva affidato (quasi 450 milioni di lire di provenienza sovietica) e che serviva a finanziare la fuga dei massimi dirigenti comunisti in caso di svolta autoritaria a destra in Italia. Il partito aveva cercato di non far trapelare la notizia dello scandalo, ma ben presto l'evento giunse sulle pagine dei giornali, con la probabile complicità di D'Amato, che avrebbe sfruttato le informazioni di "Rita".

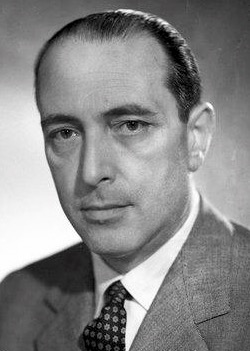
Fernando Tambroni, ministro dell'interno dal 1955 al 1959

La direzione di Barletta finisce nel settembre 1958, ed al suo posto il nuovo ministro dell'interno Fernando Tambroni pone il questore di Trieste Domenico De Nozza (anch'egli ex OVRA), con l'approvazione del vicecapo della CIA in Italia, Robert Driscoll. La scelta era stata determinata dalla grande competenza della questura triestina nell'utilizzo di apparecchiature tecnologicamente avanzate, come microfoni direzionali e microspie, e dalla cura con cui i funzionari della città giuliana compilavano gli schedari dei potenziali sovversivi, eredità degli inglesi durante il periodo del Territorio Libero di Trieste. La gestione De Nozza, seppur di breve durata, lascia un'impronta indelebile nella struttura del servizio segreto del ministero, tanto che fin da subito vengono aboliti gli Uffici Vigilanza Stranieri, rimpiazzati da nuclei investigativi che operavano in totale autonomia dalle questure, con sedi di copertura in tutte le principali città italiane. Le informazioni raccolte dai nuclei periferici venivano poi trasmessi al nucleo centrale di Roma, denominato Gruppo Operativo (GO), composto solamente da funzionari provenienti da Trieste, che le raccoglieva e rielaborava. Nella capitale vi erano poi anche laboratori tecnici dove l'Ufficio preparava le apparecchiature per le intercettazioni, sostenuti anche da cospicui finanziamenti di provenienza americana.
La volontà accentratrice dei dirigenti triestini finì per far scontrare l'Ufficio Affari Riservati con i servizi segreti, il SIFAR, che accusò il primo di aver ormai assunto compiti riservati all'intelligence. 
Nel febbraio 1959, il comandante del SIFAR Giovanni De Lorenzo inviò una lettera al capo della Polizia in cui affermava che l'UAR appoggiava un'azione di denigrazione di Driscoll ai suoi danni, con l'obiettivo di fargli succedere un personaggio più influenzabile.

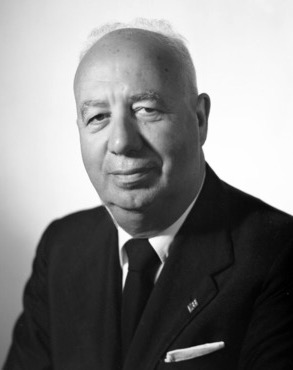
Paolo Emilio Taviani, ministro dell'interno tra il 1962 ed il 1963

Segue quindi una politica di "basso profilo" condotta da Ulderico Caputo, alla testa dell'ufficio AR del Viminale dal novembre 1959 fino a marzo 1961, e da Efisio Ortona, che gli successe dal 1961 al 1963. In questi anni l'UAR non si pone in contrasto con il SIFAR ma si concentra sul monitoraggio delle attività dei membri dell'Organisation armée secrète (OAS), movimento ultranazionalista francese, che avevano trovato riparo in Italia. Paolo Emilio Taviani, ministro dell'interno dal 1962, pone l'anno successivo Savino Figurati al posto di Ortona, il quale inizia un'opera di ristrutturazione interna dell'Ufficio che porta alla creazione di sei sezioni:
1. Prima sezione: Contatti con gli uffici politici delle questure;
2. Seconda sezione: Elaborazione informazioni sui partiti di sinistra;
3. Terza sezione: Investigazione sui partiti dell'estrema destra;
4. Quarta sezione: Raccolta informazioni sulle formazioni separatiste altoatesine;
5. Quinta sezione: Gestione fonti all'interno dei quotidiani e periodici;
6. Sesta sezione: Coordinamento squadre periferiche e gestione libro paga degli informatori.

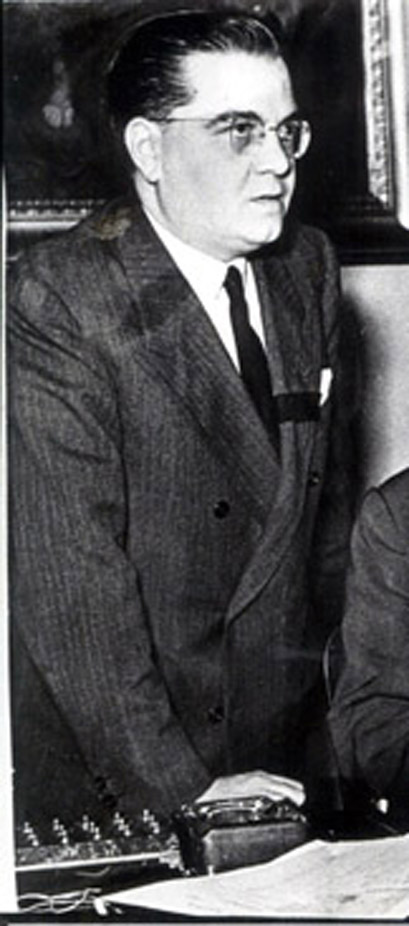
Federico Umberto D'Amato

A capo dell'ultima sezione, che lo pose in una situazione di grande influenza all'interno del servizio, vi era dal 1964 Federico Umberto D'Amato, tanto che, quando Figurati venne colpito da una malattia nel 1966, D'Amato divenne capo in pectore dell'UAR, anche se, alla morte di Figurati nel 1967, Taviani mette alla guida degli Affari Riservati Giuseppe Lutri. D'Amato nel 1969 diviene vice direttore. L'importanza della figura di D'Amato si può notare anche in ambito internazionale in quanto divenne il rappresentante italiano all'Ufficio per la Sicurezza interna del Patto Atlantico (USPA), il primo non appartenente al SIFAR, e a fine anni Sessanta fu il principale responsabile della creazione del cosiddetto "Club di Berna", organizzazione che riuniva i rappresentanti delle maggiori polizie europee con scopi di studio e coordinamento contro movimenti studenteschi ed extraparlamentari.

### Gli anni della strategia della tensione
Uno degli aspetti più controversi sulle attività dell'Ufficio Affari Riservati riguarda l'opera di occultamento e di ostacolamento nella ricerca della verità nelle indagini su alcuni dei più grandi "buchi neri" della storia dell'Italia repubblicana, e sui presunti legami con formazioni di estrema destra ad essa collegata.
Un primo caso che testimonierebbe una sorta di alleanza tra istituzioni e movimenti extraparlamentari di destra riguarda l'operazione manifesti cinesi (1965), che fu una campagna di disinformazione contro il Partito Comunista Italiano, promossa dalla sesta sezione dell'Ufficio Affari riservati del Ministero dell'interno italiano, diretta da Federico Umberto D'Amato, con la collaborazione del direttore del periodico Il Borghese, Mario Tedeschi, che stampò i manifesti e diede l'incarico di affiggerli a Stefano Delle Chiaie del movimento neofascista di Avanguardia Nazionale, il quale a sua volta mandò alcuni giovani di Avanguardia ad affiggerli. Secondo la testimonianza di Vincenzo Vinciguerra, che aveva raccolto la confidenza del fondatore di AVN, Stefano Delle Chiaie, quest'azione di terrorismo psicologico era stata ideata da James Angleton, su ordine di Lyndon B. Johnson, nota come Operazione Chaos, insegnata a Lisbona da Yves Guérin-Sérac dell'Aginter Press e attuata in Italia da Federico Umberto D'Amato.
Stefano Delle Chiaie sostenne di essere stato strumentalizzato da Mario Tedeschi, passando da Federico Umberto D'Amato, da Mariano Rumor e Giulio Andreotti.
Lo UAR in effetti era informato in tempo reale, di tutto quello che accadeva al Centro Studi Ordine Nuovo, grazie a una propria fonte, Armando Mortilla, spia con nome di battaglia Aristo, che era segretario di Pino Rauti e trait d'union con Guerin-Serrac.

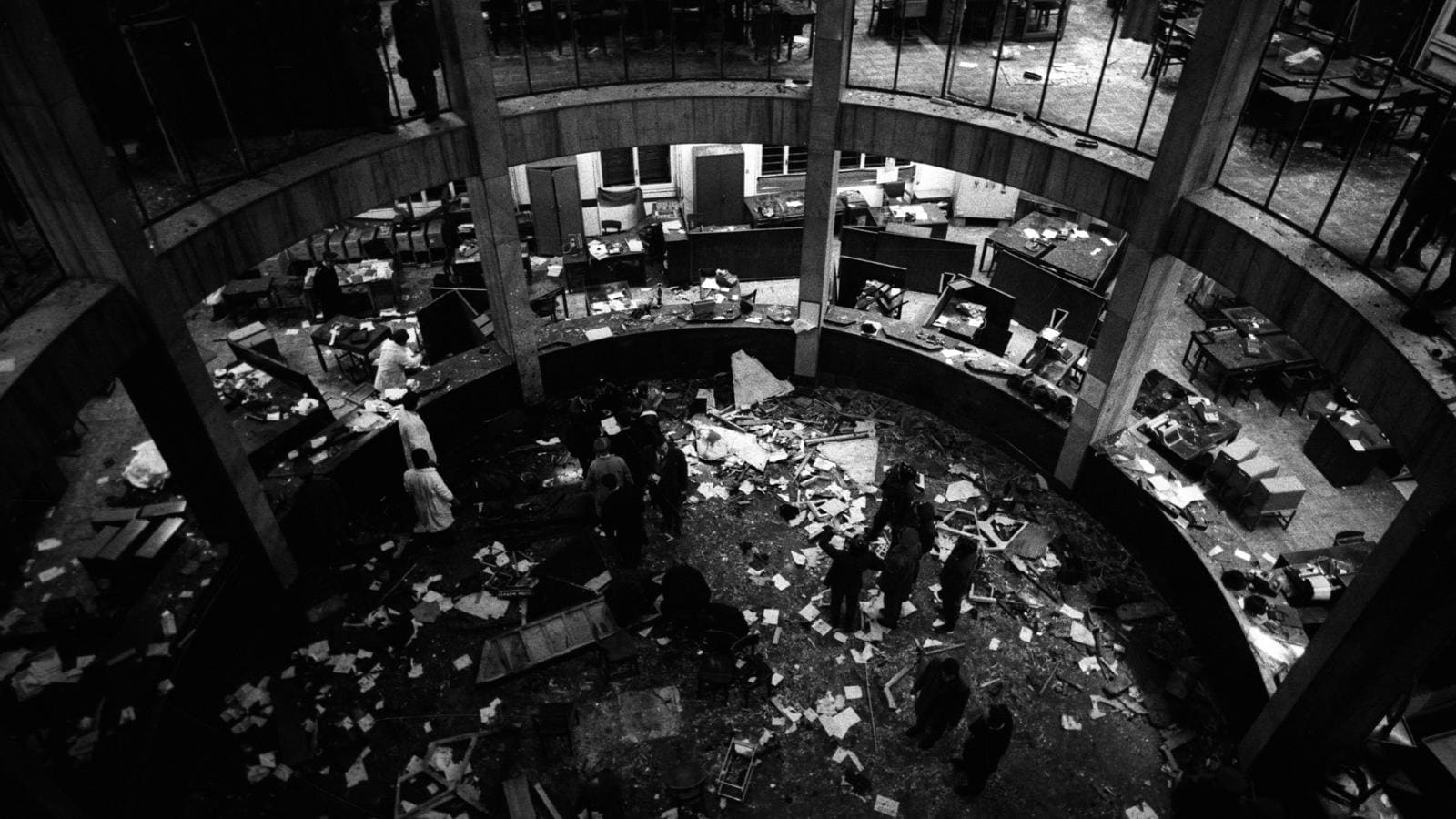
Interno della Banca dell'Agricoltura dopo lo scoppio della bomba del 12 dicembre 1969.

La sera dell'attentato alla Banca nazionale dell'Agricoltura di Milano del 12 dicembre 1969 un informatore dell'UAR, Enrico Rovelli, nome in codice "Anna Bolena", aveva indicato in una nota scritta che ad effettuare la strage erano stati gli anarchici del circolo Ponte della Ghisolfa, il cui leader era il ferroviere Giuseppe Pinelli, che morirà in questura sotto interrogatorio il 15 dicembre in circostanze mai del tutto chiarite. Alla morte dell'anarchico, a Milano giunge Elvio Catenacci, capo dell'UAR dal 1968, che svolge una rapida inchiesta in cui assolve da ogni responsabilità il personale della questura, pur non chiarendo le dinamiche della caduta.
L'Ufficio Affari Riservati è coinvolto anche nella vicenda del commissario Pasquale Juliano, che si può definire l'antefatto della strage milanese. Infatti il commissario, di stanza a Padova, aveva capito la pericolosità della cellula neofascista veneta guidata da Giovanni Ventura e Franco Freda, a cui era arrivato indagando sopra la bomba esplosa nello studio del rettore di Padova il 15 aprile 1969. Dopo l'arresto di un esponente di spicco del gruppo, Massimiliano Fachini, l'indagine viene però interrotta sulla base di falsi indizi che indicavano nel commissario la volontà di incastrare gli estremisti di destra, e a disporre la conferma per la sospensione dal servizio di Juliano ed il suo trasferimento a Ruvo di Puglia fu un'altra "inchiesta-lampo" di Elvio Catenacci. Pasquale Juliano verrà assolto dalle accuse solo nel 1979.

Delfo Zorzi

Catenacci il cui mandato termina nel 1970, è coinvolto anche nel reclutamento al servizio dell'Ufficio Affari Riservati di Delfo Zorzi, allora fondatore della sezione di Venezia-Mestre di Ordine Nuovo e condannato in primo grado nel 2001 come corresponsabile per la strage di Piazza Fontana, anche se poi viene assolto sia in appello che in cassazione. Infatti il contatto tra Zorzi ed il ministero avviene nel 1968, a causa del suo arresto per detenzione di armi da guerra ed esplosivo (tra l'altro pare anche architettato per incastrare sul fatto il neofascista e infiltrarlo). Nel 1972 l'ufficio fu ridenominato in Servizio informazioni generali e sicurezza interna (SIGSI) i cui terminali sul territorio divenivano gli "uffici politici" delle questure. D'Amato ne diviene direttore.
Delfo Zorzi, secondo la testimonianza di Vinciguerra, sarebbe stato inoltre uno degli ideatori dell'attentato a Mariano Rumor, allora ministro dell'interno, il 17 maggio 1973, quando una granata esplose tra la folla subito dopo che Rumor aveva assistito all'inaugurazione alla questura di Milano, di un busto dedicato a Luigi Calabresi, assassinato l'anno prima.
La figura di Zorzi si trova anche all'interno delle indagini riguardanti la strage di piazza della Loggia a Brescia, avvenuta il 28 maggio 1974, dove secondo l'ex ordinovista Carlo Digilio era stato proprio il neofascista veneto a fornire l'esplosivo per attuare l'attentato.

### L'attentato a Brescia nel 1974 e lo scioglimento
Poco dopo l'attentato a Brescia del 1974 l'ufficio venne sciolto, in quanto il ministro dell'interno Paolo Emilio Taviani, per dare un segno pubblico di discontinuità rispetto alle politiche passate, decide di sopprimere la struttura, trasferendo D'Amato alla polizia di frontiera, e istituì l'Ispettorato generale per l'azione contro il terrorismo (IGAT), che assumeva il ruolo di struttura eminentemente operativa, articolata in tredici nuclei regionali, con al vertice il prefetto Emilio Santillo.
Dopo la riforma dei servizi segreti italiani del 1977, molti uomini e strutture dell'Ispettorato, sciolto nel gennaio 1978, passarono nel primo servizio segreto civile, il SISDE, o nell'UCIGOS, mentre nel 1984 le squadre informative periferiche verranno riportate all'interno delle singole questure.

## Dirigenti
- Gesualdo Barletta (1948-1958)
- Domenico De Nozza (1958-1959)
- Ulderico Caputo (1959-1961)
- Efisio Ortona (1961-1963)
- Savino Figurati (1963-1967)
- Giuseppe Lutri (1967-1968)
- Elvio Catenacci (1968-1970)
- Eriberto Vigevano (1970-1971)
- Federico Umberto D'Amato (1971-1974)